# Greenock
Greenock is een stad in het westen van Schotland. In 2011 bedroeg het inwonersaantal 44.248 (midden 2006 was dit geschat op 42.680). De stad ligt op de zuidelijke oever van de rivier de Clyde.
De computerfabrikant IBM vestigde er in 1951 een grote fabriek, waar onder andere beeldschermen gemaakt werden. Rond de eeuwwisseling en de ermee gepaard gaande migratie van arbeid naar Oost-Europa, werd de infrastructuur in Greenock verkocht aan andere firma's. Het aantal werkplaatsen in deze sector is dan ook sterk gezakt.
De stad heeft een zusterstad: Duisburg in Duitsland.

## Geboren
- James Watt (1736-1819), ingenieur en uitvinder
- James Guthrie (1859-1930), kunstschilder
- Denis Devlin (1908-1959), dichter
- Richard Wilson (1936), acteur
- Catherine MacPhail (1946-2021), schrijfster
- Stella Gonet (1963), actrice
- Greg Taylor (1997), voetballer